# 道の駅みねはま
道の駅みねはま（みちのえき みねはま）は、秋田県山本郡八峰町にある国道101号の道の駅である。愛称はポンポコ101。

## 施設
- 駐車場
  - 普通車：48台
  - 大型車：3台
  - 身障者用：2台
- トイレ（いずれも24時間利用可能）
  - 男：大 2器、小 6器
  - 女：7器
  - 身障者用：1器
- 公衆電話：1台
- 公衆FAX：1台
- 産地形成促進施設「おらほの館」
  - 試食コーナー
  - 野菜直販コーナー
  - 村紹介コーナー
  - 手打ちそば（11:00 - 18:00 ラストオーダー17:30）
  - 体験コーナー

## 休館日
- 1月 - 3月：第1・3水曜日

## アクセス
- 国道101号 - 登録路線

## 駅周辺

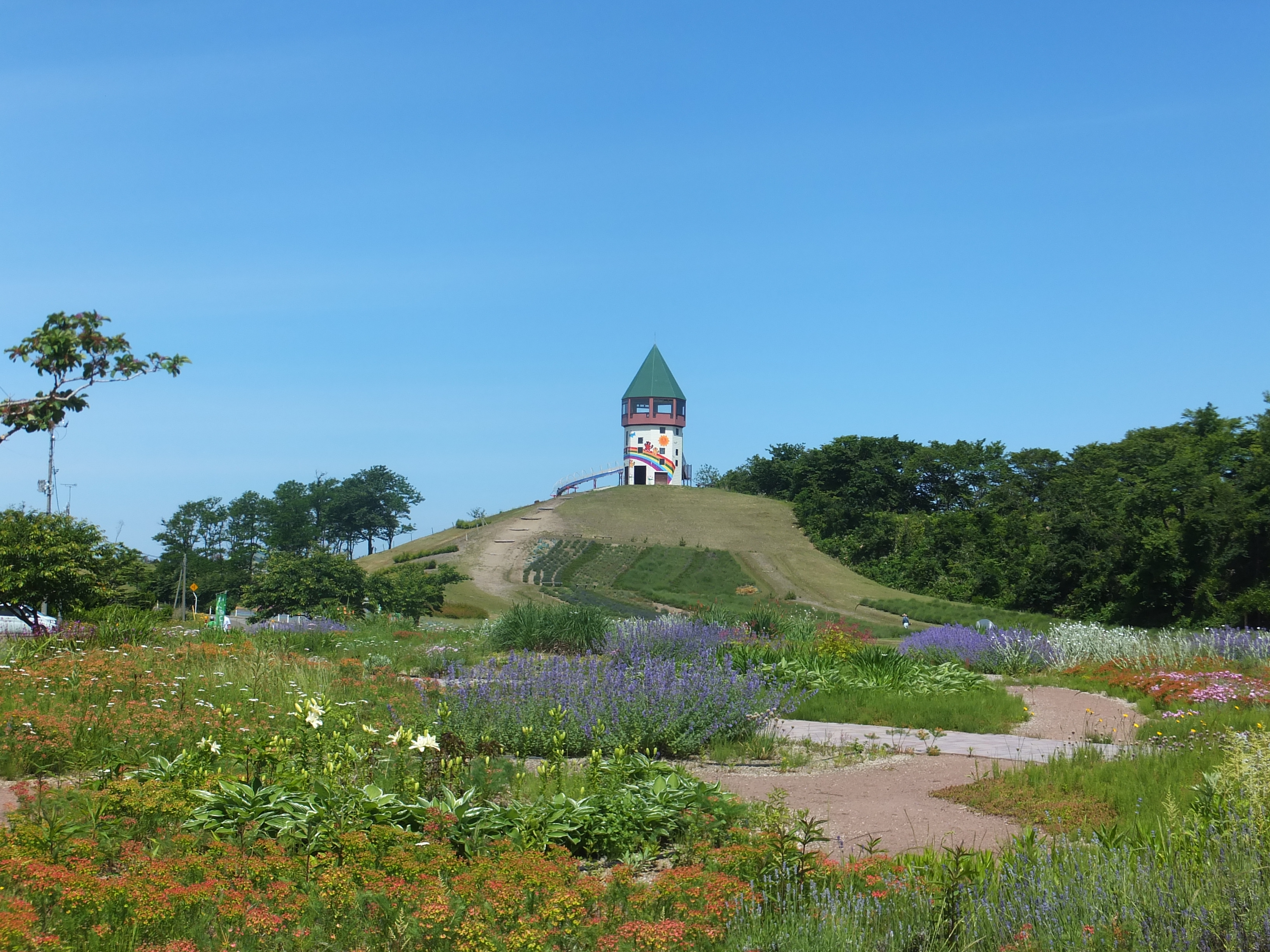
道の駅に近接するポンポコ山ふるさと公園

- JR東日本 五能線
  - 北能代駅・鳥形駅
- ポンポコ山ふるさと公園

### バス路線
「道の駅みねはま」停留所にて、八峰町巡回バスの以下の路線が発着する。
- 大久保岱方面
- 強坂・石川方面
- 岩館方面
- 能代バスステーション方面